# سیزده ساعت (فیلم ۱۹۴۷)
سیزده ساعت (انگلیسی: The Thirteenth Hour) فیلمی در ژانر معمایی و نوآر به کارگردانی ویلیام کلمنس است که در سال ۱۹۴۷ منتشر شد. از بازیگران آن می‌توان به ریچارد دیکس اشاره کرد.